# Sportacus
Ne doit pas être confondu avec Spartacus.
Sportacus 10 (en islandais : Íþróttaálfurinn, soit « l'elfe sportif ») est un personnage fictif créé et interprété par Magnús Scheving. D'abord issu du théâtre puis de l'émission de télévision islandaise pour enfants Bienvenue à Lazy Town, Sportacus doit son nom, pour les versions française et anglaise, à un jeu de mots combinant le personnage antique Spartacus et le mot sport, pour  ses qualités athlétiques.
Sportacus encourage les enfants de Lazy Town à manger des fruits et des légumes (qu'il appelle des « bonbons de sportifs ») et à jouer dehors au lieu de rester assis à l'intérieur et de manger des aliments malsains. Il veut  que la population de Lazy Town soit heureuse et s'assure pour cela de la bonne santé des résidents. Il s'oppose au sinistre (mais peut-être tout aussi énergique)  Robbie Le Vilain (Glanni Glæpur, « Glanni Le Crime » en v.o.), qui cherche à ramener Lazy Town à son ancien statut de bourgade paresseuse (d'où son nom Lazy Town). Sportacus est tellement engagé dans l’activité physique qu’il fait du parkour juste pour se déplacer d’un endroit à un autre — il se livre même des sauts acrobatiques juste pour passer d’un côté à l’autre de sa table de cuisine — et les enfants doivent lui apprendre à se détendre.
Sportacus vit dans un grand dirigeable orbitant au-dessus de Lazy Town, qui contient son lit, ses provisions alimentaires et divers objets notables dont un autographe signé de Jackie Chan.

## Histoire du personnage
Avant de devenir Sportacus, c'était un garçon de Lazy Town, nommé Alex. Son adversaire, un autre garçon nommé Robbie, le taquinait. À son arrivée en ville, Sportacus 9 convainc les enfants de faire de l'exercice et confie à Alex le costume de Sportacus 10. Robbie devient par la suite Robbie Le Vilain et reste le personnage antagonique de Sportacus 10.

## Description
Dans la pièce islandaise d'origine dont est tirée la série télévisée, Áfram Latibær! (« En avant Lazy Town ! ») en 1996, Sportacus est un elfe appelé Íþróttaálfurinn (l'elfe sportif) qui détient des pouvoirs magiques et porte une tunique bleu marine, un pantalon vert ample et un grand chapeau terre d'ombre brûlée. Il arbore également de grandes moustaches blondes épaisses et une barbiche. Sportacus s'appelle Íþróttaálfurinn dans toutes ses apparitions en islandais, y compris le doublage islandais de la série télévisée.
Dans une seconde pièce de théâtre, Glanni Glæpur í Latabæ (Robbie Le Vilain à Lazy Town ), les traits de Sportacus se calquent davantage sur la version télévisée du personnage. Il voyage en montgolfière et porte une version marron et jaune de sa tenue actuelle, bien qu'avec un chapeau plus grand et plus ample et une sculpture sur sa poitrine.
Dans l'émission télévisée, Sportacus porte un survêtement bleu et blanc, un gilet bleu, un bonnet bleu avec une épaisse bande blanche et une fine bande noire, des lunettes bleu clair, des bottes bleu foncé avec des rayures rouges, noires et blanches, des brassards en métal bleu sur ses bras et une moustache noire pointue.

## Représentation publique
Le personnage de Sportacus participe à plusieurs campagnes de santé. En 2010, En accompagnement de la première dame des États-Unis de l'époque, Michelle Obama, Sportacus visite l'école Bruce Monroe à Washington dans le cadre de l'opération Let's Move! (« Bougeons ! »). En 2012, Sportacus  visite le Wareham Children's Centre dans le cadre de la campagne Change4Life au Royaume-Uni. En 2013, Sportacus est le seul personnage de Lazy Town à participer à une campagne sportive à Egilsstaðir et Borgarnes en Islande dans le cadre de la campagne  semaine européenne Move Week.
En 2006, Magnús Scheving, l'acteur et créateur de Sportacus, embauche Dýri Kristjánsson comme cascadeur pour le rôle de Sportacus. En 2014, Kristjánsson reprend entièrement le personnage de Sportacus, car Magnús se déclare trop vieux pour le rôle.
Le gymnaste colombien Ángel Barajas, médaillé d'argent aux Jeux olympiques de Paris en 2024, cite Sportacus comme son inspiration pour avoir entrepris la gymnastique comme discipline.